# Мстиславский замок
Мстиславский замок — замок (крепость), существовавший y 14—18 вв. y г. Мстислав. Располагался на площадке городища Замковая гора 12-13 в., на высоком правом берегу р. Вихра.

## Описание
Замок окружали широкие (60-100 м) и глубокие (более 25 м) овраги и кольцевой вал, высотой с восточной и южной сторон 6-7 м, шириной в основании 15-18 м. На вершине стояли срубные оборонительные конструкции — городни, многоярусная башня и въездная брама. Периметр замковых укреплений превышал 800 м. Высокий мост на палях соединял замок с городом.
На самом высоком холме замка, где раньше проходила улица, возвышалась деревянная восьмиугольная башня-донжон диаметром 14-15 м, построенная в XIV—XV в. В нижнем ярусе башни располагался храм. Донжон в Мстиславле является уникальным и пока единственным во всей Восточной Европы деревянным оборонительным сооружением башенного типа. Под башней-донжоном, построенной из еловых бревен, скрыта дубовая оборонительная постройка середины XIII в., которая состояла из трёхстенных срубов.

## История
Мстиславский замок считался важнейшим стратегическим замком Посожья на границе ВКЛ и Московского княжества, поэтому пережил множество осад и войн. В 1389 году в течение 11 дней его осаждала войско смоленского князя Святослава Ивановича. В период междоусобной войны 1432—1439 лет между великим князем литовским Свидригайлом и Сигизмундом Кейстутовичем Мстиславский замок единственный на территории современной Белоруссии не поддался армии последнего и выдержал трехнедельную осаду. В 1500, 1502, 1508 (дважды) и 1514 был осажден русскими войсками. После придания городу Мстиславу в 1634 магдебургского права замок еще более укрепили.

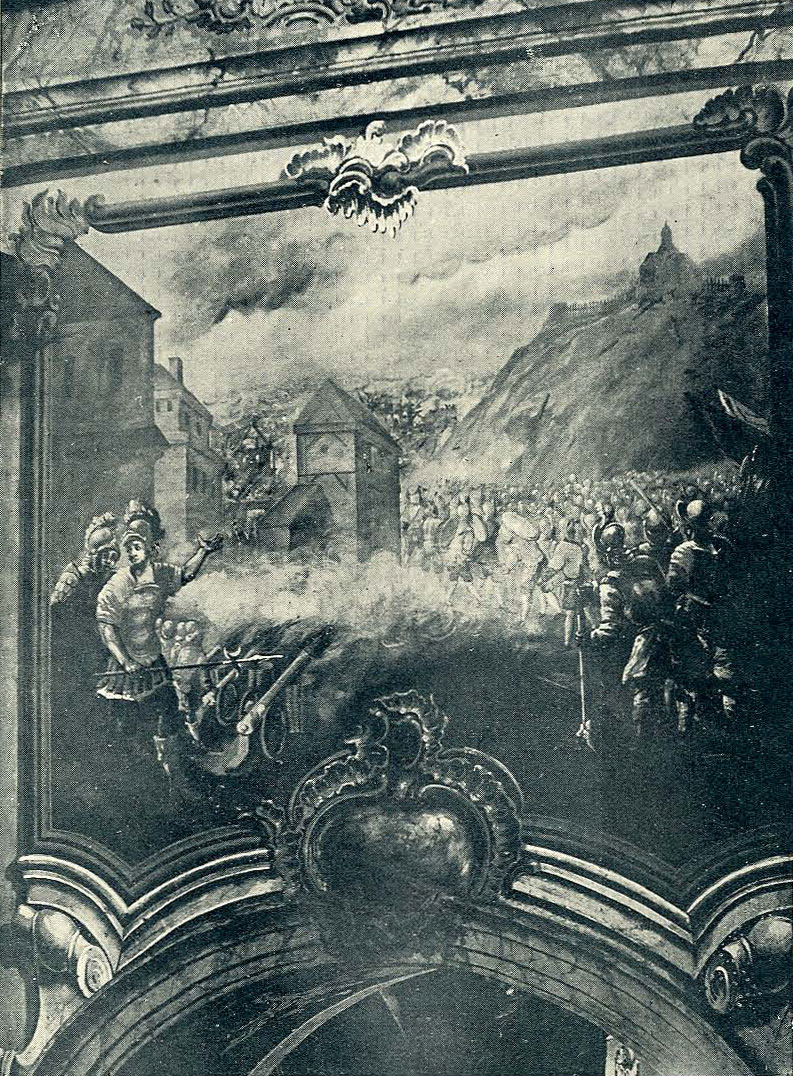
Фреска «Штурм мстиславского замка русским войском князя Трубецкого в 1654 г.». Снимок 1912 года.

Во время русско-польской войны 1654—1667 в июле 1654 г. русские войска окружили Мстислав и замок. В результате 4 штурмов 22 июля замок был взят и сожжен, a большинство защитников убито. Стратегическая важность Мстиславского замка способствовала его быстрому восстановлению. В 1660 по приказу царя Мстиславский замок снова сожжен, a 46 его защитников сосланы в Ярославль. В 1676 сейм Речи Посполитой принял решение восстановить замок. Во время Северной войны Мстиславский замок взорван в августе 1708 отступающей армией Петра I. Восстановлен, существовал до 1772 года (год присоединения Мстислава к Российской империи).

## Замковая гора
На территории крепости «проведено воссоздание исторической застройки XII – XIV вв». Территория комплекса входит в состав «Мстиславского районного историко-археологический музея» и включает в себя: церковь-донжон, законсервированный раскоп древнего городища, надвратную башню, наблюдательные башни, городни.